# Angelo Michele Besseghi
Angelo Michele Besseghi, dit « Bolognese », (né en 1670 à Bologne; mort en 1744 à Paris) est un compositeur, violoniste et claveciniste italien.

## Biographie
Besseghi, appelé « Bezeghi » par Fétis, était reconnu comme bon compositeur et excellent violoniste. Très jeune, il vint s’établir à Paris vers 1684 et devint plus tard le chef de la musique de Louis Fagon (1680-1744), intendant des Finances.
Lors d’un voyage à Véré, une propriété de M. Fagon, Besseghi fit une chute et se cassa le bras gauche. Il ne se remit jamais complètement de cet accident et dut renoncer à jouer d’aucun instrument. 
La Borde rapporte qu’il fit alors cadeau de son violon Guarnerius à M. de Saint-Saire, violoniste pour Mme la marquise de la Mézangère, protectrice du claveciniste Simon Simon.
Malgré son handicap, il resta à l’emploi de M. Fagon jusqu’à sa mort en 1744, la même année que son protecteur.
Un exemplaire de ses sonates pour violon et basse continue publiées à Amsterdam est conservé à la BnF.
On peut consulter l'unique exemplaire des pièces de clavecin sur le site des Bibliothèques municipales de Grenoble.

## Œuvres
- 12 Sonate da Camera a Violino Solo col Violone o Cembalo, Opera Prima, Estienne Roger, Amsterdam, s. d. [1725, selon la BnF]
- Pièces Choisies et très Brillantes pour le Clavecin ou l’Orgue, Opera IVa, gravées par J. Renou, chez Madame Boivin, Mr Le Clerc, Paris, s. d. [c. 1743].
  1. Preludio en ré majeur
  2. L’Éclatante en ré majeur
  3. Aria en ré mineur
  4. Le Caquet des Femmes en ré majeur
  5. Le Roy de Maroc en sol mineur

## Enregistrement
- 12 Sonate da camera op. 1 – Opera quinta (décembre 2015, 2 CD Tactus TC 670290) (OCLC 1232109884)